# Вологий субтропічний клімат

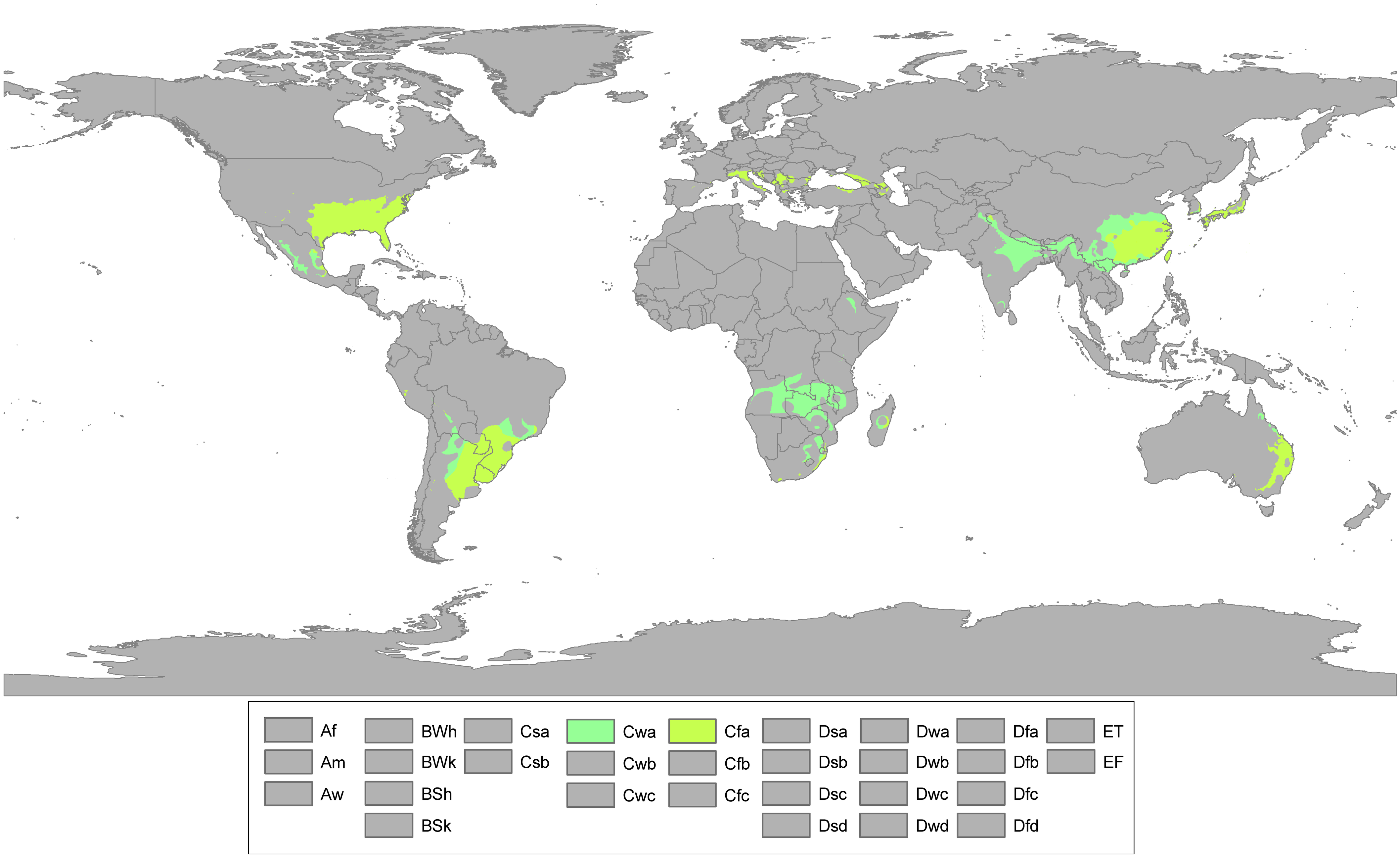
Вологі субтропічні зони світу
Cfa
Cwa

Вологий субтропічний клімат (за Кеппеном Cfa або Cwa) — є зоною субтропічного клімату, що характеризується спекотним, як правило, вологим літом і м'якою та прохолодною зимою. Відповідно до визначення, ця категорія охоплює широкий діапазон характеристик, особливо зимових температур.

## Загальні риси
За Кеппеном цей клімат визначається за середніми температурами найхолоднішого (має бути між −3 °C і 18 °C) і найтеплішого (має бути вище 22 °C) місяців року. Деякі кліматологи воліють використовувати 0 °C як нижню межу для середньої температури найхолоднішого місяця. Зима — або суха (w), або не має помітного сухого сезону (f).
У сучасних класифікаціях клімату, клімат називають вологим субтропічним, коли він має середні температури 10 °C (50 °F) протягом восьми або більше місяців на рік. У більшості місць, що класифікуються в рамках цієї системи, середня температура найхолоднішого місяця між 3 °C (35 °F) та 18 °C (65 °F).
Пік дощів тут часто припадає на літо, а там, де наявні мусони, як у Південно-Східній Азії, рясні зливи улітку і зимова посуха є поширеним явищем. Завдяки різким перепадам кількості опадів посухи можуть бути досить серйозними й часто катастрофічними для сільського господарства. Зимові опади пов'язані зі значними бурями, що їх західні вітри, котрі іноді спускаються в субтропічні широти, несуть із заходу на схід. Більшість літніх опадів випадає під час гроз і слабких тропічних мінімумів, які рухаються від сусідніх теплих тропічних океанів.

## Поширення
Вологий субтропічний клімат зазвичай характерний для узбереж або прибережних районів південно-східної сторони всіх континентів між 25° і 40° широти незалежно від півкулі. Проте, в деяких випадках клімат простягається далеко вглиб, в першу чергу в Китаї та США.

### Африка
В Африці у вологих субтропічних кліматичних умовах перебувають два окремі райони на південній півкулі континенту. Cwa клімат охоплює частину внутрішніх областей центральної та східної Африки. Ця область охоплює: центр Анголи, північний схід Зімбабве, провінції Ньяса, Маніка і Тете Мозамбіку, південні провінції ДРК, південно-західну Танзанію, більшість Малаві та Замбії. Деякі нижні частини Ефіопського нагір'я також підпадають під цей клімат. На південно-африканську версію цього клімату значно впливає океан: оскільки цей клімат знаходиться у вузькій прибережній зоні (Квазулу-Наталь і Східний Кейп), загалом температури більш м'які. Це особливо очевидно взимку, коли температура не знижується на відміну від багатьох інших регіонів з аналогічним кліматом.

### Азія
Місцевості Азії з вологим субтропічним кліматом відрізняються від інших континентів тим, що у разі не дуже сухих зим, для них характерні сезонні відмінності в опадах.

#### Східна Азія
На сході цей тип клімату притаманний для південно-східної чверті Китаю, північної половини Тайваню, Північного В'єтнаму, вузьких областей уздовж узбережжя Південної Кореї і Японії (Кюсю, Сікоку, більша частина Хонсю). Міста на кордоні цієї зони у напрямку екватору охоплює Гонконг, Ханой і Тайбей, тоді як поруч з північною межею знаходиться Циндао.
Вплив сильного сибірського антициклону в Східній Азії приносить холодні зимові температури на південь, «виштовхуючи» нульову ізотерму далеко на південь, сягаючи долин річок Хуанхе та Вейхе на широті 34-ї паралелі. На острові Хайнань і на Тайвані, клімат переходить від субтропічного у повністю тропічний. У більшій частині цього регіону вкрай мало опадів в зимовий період, у зв'язку з потужними вітрами з Сибіру. Тільки у внутрішніх районах нижче річки Янцзи та прибережних районів між приблизно Хуайхе та узбережжям Гуандун є достатньо зимових опадів для отримання клімату Cfa; проте, навіть у цих областях опад і річковий стік відображають дуже виражений літній максимум, на відміну від інших регіонів цього кліматичного типу. Єдина область, де опади взимку дорівнюють або навіть перевищують показники літа — «Сан-Ін» (Японське море), або західне узбережжя Японії, котре в зимовий час знаходиться на навітряній стороні західних вітрів. Зимові опади в цих місцинах, як правило, виникають через області низького тиску біля східного узбережжя Азії, на які впливає Сибірський максимум. Опади влітку походять зі східно-азійського мусону і частих тайфунів. Річна кількість опадів, як правило, більша за 1000 мм, а в районах нижче Гімалаїв може бути набагато вищою.

#### Південна Азія
Вологий субтропічний клімат також є в Південній Азії, в першу чергу уздовж річки Ганг. Тим не менш, вологі субтропічні клімати тут помітно відрізняються від тих, що на сході Азії (а за деякими параметрами й від більшої частини земної кулі). Зима тут зазвичай м'яка, суха і відносно коротка, часті тумани. Літо, як правило, довге і дуже спекотне, починаючи з середини квітня з піком у травні та на початку червня з температурою, що часто перевищує 40 °C. Воно також має тенденцію бути дуже сухим та супроводжуватися пиловими бурями — риси, котрі як правило, пов'язані з посушливим або пустельним кліматом. Протягом цього періоду багато місцевих дерев скидають листя, аби економити воду. Потім надходять прохолодні мусони, причому регіон потерпає від злив практично щодня. Середня температура зменшується під час сезону мусонів, але збільшується вологість. Це призводить до спекотних і вологих умов, схожих на вологе субтропічне літо. В Індії така нетипова версія клімату притаманна Нью-Делі, Лакхнау, Канпуру і Патні. У Пакистані міста-побратими Равалпінді/Ісламабад мають таку саму погоду, але з більш вологими та відносно холодними зимами. Сіалкот є ще одним важливим містом в Пакистані, де наявний вологий субтропічний клімат.
У Південній Азії вологі субтропічні зони зазвичай межують з континентальним кліматом зі збільшенням висоти, або з зимово-дощовим кліматом в західних районах Пакистану (прикладом слугує Пешавар на північному заході Пакистану, де основний пік опадів припадає на березень, а не липень або серпень). Далі на схід, у високогірних районах з більш тривалими мусонами, такі, наприклад, як Непал, сезонні коливання температури менші, ніж у низинах.

#### Південно-Західна Азія (Північ Близького Сходу і Кавказ)
Хоча вологі субтропічні клімати в Азії в основному характерні для південно-східної чверті континенту, є області Каспійського і Чорного морів з вологим субтропічним кліматом, незвичайно теплим для цих високих широт, з не менш незвичайний для цього клімату типом, за якого снігопад в зимовий період є відносно поширеним, але, як правило, є короткостроковим.
У південно-західній Азії, клімат переважає в Гіляні, Іран, деяких районах Кавказу, в Азербайджан, Грузії, вклинюється між Каспійським і Чорним морями. Клімат також присутній в деяких районах півдня РФ та чорноморського узбережжя Туреччини. На вузькій смузі Каспійського берега Ірану (Гілян і Мазандаран) вологий субтропічний клімат переважає. Річна кількість опадів складає від близько 740 мм у Сарі до понад 2000 мм в Бандар-Анзалі, дощі рясні протягом року, з максимумом в жовтні або листопаді, коли кількість опадів у Ензелі може скласти в середньому 400 мм. Температура, як правило, помірна у порівнянні з іншими частинами Південно-Західної Азії. В Решт, середня максимальна в липні становить близько 28 °C (82 °F), але з дуже високою вологістю, тоді як у січні термометр показує близько 9 °C (48 °F). Зона рясних, рівномірно розподілених опадів поширюється на північ, до прибережної смуги Каспію в Азербайджані аж до північного кордону країни, але цей клімат в Азербайджані, однак, є перехідним між Cfb/Cfa (океанічний клімат/Вологий субтропічний клімат). Взимку у прибережних районах можливий снігопад, але, як правило, цей період короткий.
Річна кількість опадів в Ленкорані на південному сході в середньому до 1800 мм зі зливами протягом року; річна кількість опадів, як правило, понад 1000 мм в передгір'ях Кавказу на північному сході, а зі збільшенням висоти та вологий субтропічний клімат змінюється на океанічний
Західна Грузія в Колхідській низовині та північне узбережжя Туреччини мають клімат як у провінціях Гілян та Мазандаран в Ірані й дуже подібний до південно-східного і північного Азербайджану. Температура коливається від 22 °C влітку до 5 °C взимку, а опади навіть рясніші, ніж у Каспійському Ірані, до 2300 мм на рік в Артвіні (Туреччина) і до 2718 мм на рік у Батумі (Грузія), і випадають протягом усього року. Цей клімат на півночі Туреччини та Західної Грузії теж є прикладом клімату на кордоні Cfb/Cfa (океанічний клімат/Вологий субтропічний клімат). Знову ж таки, в зимовий період, у прибережних районах можливі снігопади, які, як правило, є короткостроковими.

### Північна Америка
У Північній Америці, вологі субтропічні клімати майже виключно є прерогативою Мексиканської затоки та південних штатів США: східна половина Техасу, Оклахома, Луїзіана, Арканзас, Алабама, Міссісіпі, Кентуккі, Північна Кароліна, Південна Кароліна, Вірджинія, Теннессі, Джорджія і Флорида. На півострові Флорида, вологий субтропічний клімат змінюється тропічним кліматом Південної Флориди та островів Флорида-Кіс. У США, архетип вологого субтропічного клімату, найкраще ілюструється містом Саванна, Джорджія, де літо довге і майже тропічне, а зима м'яка: температура досягає нуля тільки кілька ночей на рік. Влітку в цій місцевості спекотно і волого, середньодобові показники температури вищі за 25 °C із середнім денним максимумом вищим 30 °C.
Під класифікацію Кеппена можуть також підпадати штати Меріленд, Делавер, округ Колумбія, південно-східна Пенсільванія, південь Нью-Джерсі та крайній південь Нью-Йорку, зокрема, Нью-Йорк і Лонг-Айленд. Цей клімат також можна знайти на Середньому Заході, насамперед це центральні та південні частини Канзасу і Міссурі, найпівденніші частини Іллінойсу, Індіани та Огайо. Однак, за новою класифікацією, практично жодна з цих областей не буде кваліфікуватися як вологий субтропічний клімат, оскільки переважна більшість цих областей не має хоча б вісім місяців з середньомісячною температурою на рівні 10 °C.
В Мексиці є невеликі ділянки Cfa та Cwa клімату. Клімат притаманний невеликим районам, розкиданих усією північно-східною частиною країни, в безпосередній близькості від Мексиканської затоки. Інші області, де клімат може бути знайдений — високогірні Трансмексиканський вулканічний пояс і Сьєрра-Мадре. Незважаючи на розташування літо тут занадто тепле, щоб кваліфікуватися як гірський клімат. Ґвадалахара є яскравим прикладом цього.

#### Варіації
Поза ізольованими ділянками Мексики, найпівденніша межа цієї в Північній Америці сягає південної Флориди й південного узбережжя Техасу. Міста в південних межах (Орландо, Тампа тощо) і вздовж узбережжя Техасу навколо Браунсвілу зазвичай мають теплу погоду увесь рік і мінімальні температурні відмінності між сезонами. Ці міста лише трохи «не дотягують» до «справжнього» тропічного клімату.
На відміну від цього, міста на північній межі вологої субтропічної області (за Кеппеном — бо нова класифікація виключає області на північ від Північної Кароліни, півдня Теннессі й Арканзасу), наприклад Нью-Йорк, Філадельфія і Луїсвілл, мають найнижчі припустимі середні зимові температури в межах клімату. Ці міста відчувають холодніші зими, ніж регіони з субтропічним кліматом на півдні.
Снігопад сильно варіюється в цій кліматичній зоні. У місцях на південних межах цієї зони та зони навколо узбережжя Мексиканської затоки, такі міста, як Орландо, Тампа, Х'юстон, Нью-Орлеан і Саванна рідко бачать сніг, який випадає, в кращому випадку, кілька разів у покоління. У південних містах далі на північ або внутрішніх, таких як Бірмінгем, Атланта, Мемфіс, Літл-Рок, Нешвілл, Даллас, Норфолк, Шарлотт і Ралі, сніг, як правило, буває один або два рази на сезон і, як правило, на три дюйми або менше. Крижані бурі не є незвичними в цих місцях. Однак для більшості взимку тут температура залишається вищою або значно вищою нуля. У північних межах цієї зони такі міста, як Нью-Йорк і Філадельфія зазвичай трапляються снігопади взимку, інколи з хуртовинами. Тим не менш, середня температура протягом типової зими трохи вища нуля в цих місцях.
Опадів в Північній Америці достатньо — але зі значними змінами в плані вологих/сухих місяців і сезонів. Велика частина Півдня США, включаючи Теннессі, Кентуккі та північні половинки Міссісіпі й Алабами, як правило, мають взимку або навесні (не влітку) максимум опадів, коли грудень, березень, або квітень — найвологіший місяць, як у Мемфісі (Теннессі), Бірмінгемі та Хантсвіллі (Алабама); в цих областях, з серпня по жовтень, як правило, сухі місяці. Ближче до південного узбережжя спостерігається літній максимум (у липні або серпні, як правило, найвологіший місяць — як в Норфолку (Вірджинія), на мисі Гаттерас, Джексонвілі (Північна Кароліна), Чарльстоні (Південна Кароліна), Мобілі (Алабама) і Новому Орлеані (Луїзіана). Подібний шаблон мусонів (суха зима/вологе літо) притаманний узбережжю Атлантичного океану від Вілмінгтона (Північна Кароліна) на південь до Флориди. Сезонні мусони набагато сильніші на півострові Флорида, а більшість місцин у Флориді з сухою зимою і вологим літом. Крім того, ділянки в Техасі, котрі розташовані вглиб від Мексиканської затоки — Остін і Сан-Антоніо — які межують з напівпосушливим кліматом, як правило, отримують пік опадів у травні, посуху в середині літа і другий пік, що може дорівнювати першому, у вересні або жовтні. Така ж картина переважає навколо Вікторії, Техас (неподалік від центрального узбережжя Мексиканської затоки) з вираженими, майже рівними піками опадів в травні-червні та вересні. Райони далі на південь, вздовж узбережжя Мексиканської затоки південного Техасу (Корпус-Крісті та Браунсвіл), як правило, мають максимум опадів у вересні, і тенденцію до сухих умов наприкінці зими й навесні, де березень або квітень часто найпосушливіші місяці.

### Південна Америка
Вологий субтропічний клімат притаманний значній частині Південної Америки. Клімат поширюється на декілька штатів у південній частині Бразилії, в тому числі Парана, деякі регіони Парагваю, увесь Уругвай, Ріо-де-ла-Плата в Аргентині. Великі міста, як Сан-Паулу, Буенос-Айрес, Порту-Алегрі та Монтевідео мають вологий субтропічний клімат, як правило, у вигляді гарячого вологого літа і м'якої, прохолодної зими. Ці райони, які охоплюють пампаси, як правило, мають кліматичний тип Cfa.
Cwa клімат наявний в деяких тропічних високогір'ях штатів Сан-Паулу, Мінас-Жерайс і поблизу нагір'я Анд в північно-західній Аргентині, Ці високогірні райони, мають літні температури, які достатньо теплі, щоб виходити за межі субтропічного гірського клімату.

### Австралія
Вологий субтропічний клімат поширюється на половину східної Австралії.
Ця зона містить тільки регіони, де ґрунти не мають дефіциту фосфору, крім цього, тут найсильніші опади на південь від тропіка Козерога, що надає цій місцевості найкращих умов для сільського господарства, сконцентрованого у містах (наприклад Графтон).

#### Різновиди клімату в Австралії
Існують варіації клімату в цій зоні. Річна кількість опадів на узбережжі може досягати 2000 мм в сприятливих місцях і, як правило, вище 1000 мм. Однак, тому що більшість рясних дво- і триденних дощів у світі відбуваються в цій прибережній зоні в результаті східних мінімумів, що утворюються на північ від антициклону, кількість опадів з року в рік може сильно відрізнятися. У Лісморі в центрі цієї зони щорічна кількість опадів може варіюватися від менш ніж 550 мм у 1915? до більше ніж 2780 мм у 1950. Як правило, вирізняють літній максимум опадів, що стає більш вираженим у північному напрямку: в Брисбені найвологіший місяць (лютий) отримує в п'ять разів більше опадів, ніж найсухіший (вересень). Температури помірно теплі: середня максимальна в лютому, як правило, близько 29 °C (84 °F), а в липні близько 21 °C (70 °F). Морози вкрай рідкісні, за винятком височин, однак температура понад 35° С (95 °F) не є розповсюдженою навіть на узбережжі.
На північ від Cfa зони є зона з центром у Рокгемптоні (Квінсленд), яка продовжується до Атертона. Це дуже виражений сухий взимку клімат з часто незначною кількістю опадів в період з червня по жовтень, і зимовими температурами як правило, лише трохи нижчими за 18 °C, вище якої тут була б тропічна савана, або клімат типу Aw.

### Європа
Вологі субтропічні регіони розташовані в перехідній зоні між океанічним, середземноморським та континентальним кліматом на півдні Європи, в районах, де опади випадають влітку і зимові температури не притаманні середземноморському клімату. Вглиб континенту є окремі осередки, де клімат межує з субтропічним, але клімат цих місцевостей, як правило, класифікується як океанський чи вологий континентальний. Середні літні температури у таких районах Європи, як правило, не такі високі, як у більшості інших субтропічних зон по всьому світу, але вегетаційний період може бути досить довгим. Тому зима занадто холодна, щоб вважатися середземноморською або океанічною.
У центральних долинах Каталонії, в долинах Гаронни та Рони у Франції, долині По в Північній Італії, частині Епіру в Греції навколо області Яніна, більшій частині долини Вардар в Республіці Македонія, на найпівнічніших берегах Хорватії клімат є вологим субтропічним, Словенія і Центральна Сербія також потрапляють до цієї класифікації. Уздовж узбережжя Чорного моря (Болгарія, Румунія, Сочі, Крим) влітку надто спекотно (понад 22 °C), аби кваліфікувати клімат як океанічний, тут немає місяців з нульовими температурами та забагато опадів влітку для середземноморського клімату, тому це перехідний або вологий континентальний клімат. Всі ці місцевості можуть іноді потерпати від, в деяких випадках неодноразових, снігопадів і заморозків взимку. На Азорських островах, деякі острови мають такий клімат, з дуже м'якою (понад 13 °C) і дощовою зимою без снігу, спекотним літом (понад 22 або 23 °C), але без сухого сезону у теплий період, що означає, що їхній клімат не може бути класифікований ані як океанічний, ані як середземноморський, як у випадку з Корву.
У багатьох інших системах класифікації більшість з цих зон не будуть включені до вологих субтропічних. Кількість опадів і висока вологість влітку не наявні до такої міри, як в субтропічних районах Північної Америки та Азії, що робить відмінність Європи ще більш значною.